# Micropyrum patens
Micropyrum patens là một loài thực vật có hoa trong họ Hòa thảo. Loài này được (Brot.) Rothm. ex Pilg. mô tả khoa học đầu tiên năm 1949.